# Cineral

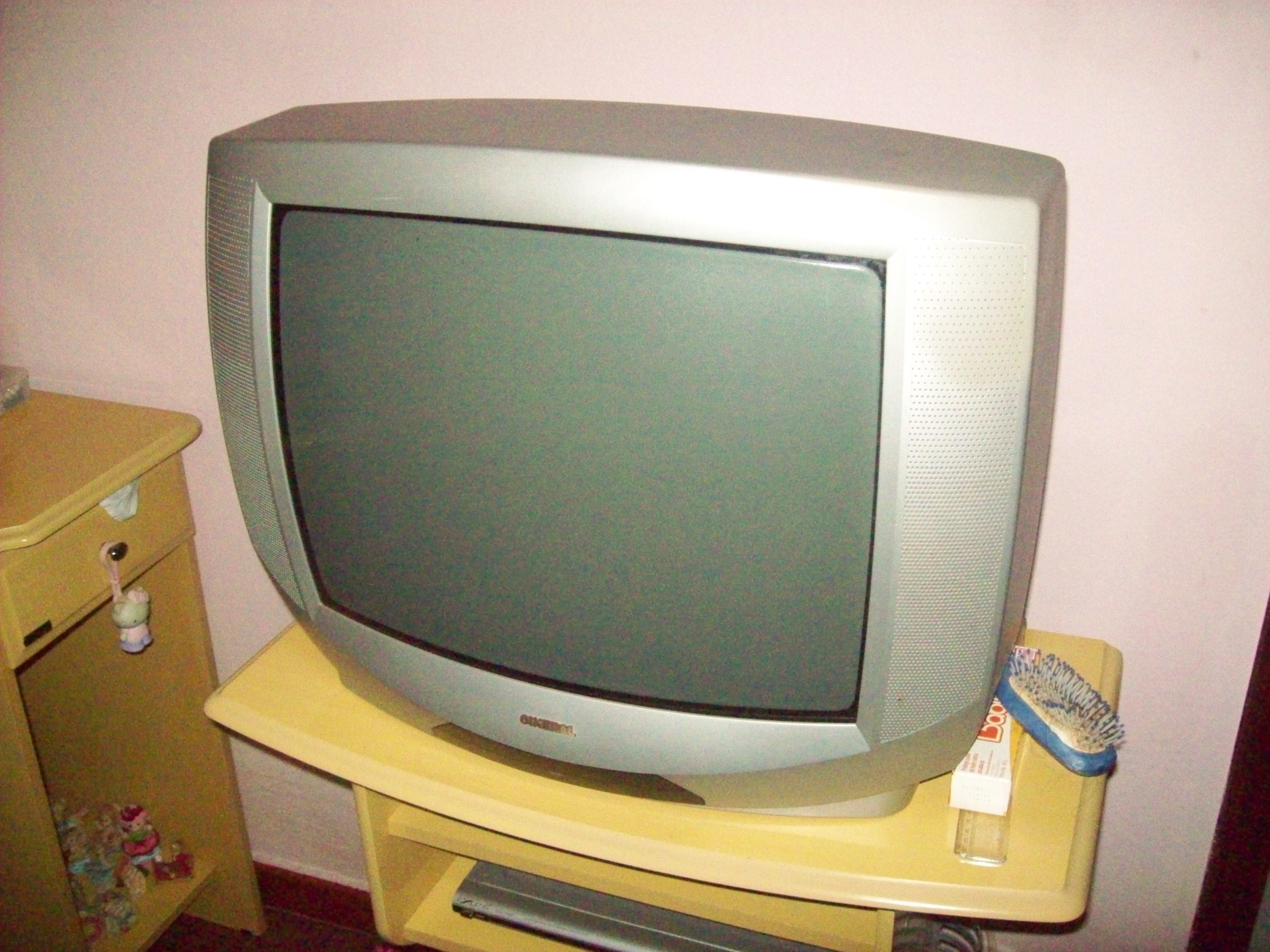
modelo de TV Cineral (Brasil).

Cineral Eletrônica, ou simplesmente Cineral foi uma empresa brasileira de fabricação de eletrodomésticos. Foi a primeira fabricante de televisores a cores do Brasil. Era conhecida como Indústria Brasileira de Televisores.
Iniciou suas atividades na década de 1940, com Antônio Abdo, pai do presidente Abdo Antônio Hadade. A empresa começou atuando na distribuição de componentes eletrônicos e assistência técnica para rádios. Contava com duas unidades fabris, sendo uma no bairro paulistano do Tatuapé e outra na Zona Franca de Manaus.

## História
- 1944 - Fundada em São Paulo, a Cineral torna-se um dos mais representativos distribuidores de componentes eletrônicos após poucos anos da fundação.
- 1965 - Inicia a produção de rádios à válvula, vitrolas e televisores em preto e branco.
- 1971 - A Cineral se torna a primeira empresa brasileira a implantar e vender TVs coloridas no Brasil. É pioneira por trazer ao mercado também o relógio digital, a TV com videocassete acoplado e as TVs com gabinetes coloridos, que foram sucesso de vendas nos anos 80 e 90.
- 1980 - Na década de 80 a empresa especializa-se na distribuição de eletrônicos de consumo nas cadeias de lojas de departamento
- 1991 - Inicia suas atividades industriais na Zona Franca de Manaus, produzindo TV’s, videocassetes, microondas, rádios e sistemas de som com as marcas Cineral e Emerson.
- 1997 - Em abril desse ano, estabelece joint-venture com a coreana Daewoo Corporation, passando a se chamar Cineral Daewoo Eletrônica da Amazônia[1]. Fabricou eletrônicos Daewoo e da própria Cineral. Produziu os melhores videocassetes do mercado, superando marcas como Toshiba, Philips, Philco e Sony. Essa parceria acaba se encerrando em 2001 após a falência e reestruturação do chaebol Daewoo.
- 2002 - Com o fim da parceria com a Daewoo, passa a se chamar Cineral Eletrônica da Amazônia[2]
- 2003 - Os cinescópios da marca Philips passam a equipar todos os televisores da marca. Os produtos Cineral passam a estar presentes em todo território nacional, nas principais redes varejistas, distribuidoras e hipermercados, além de possuir uma grande rede de Assistência Técnica, com cerca de 500 postos espalhados pelo Brasil.[3]
- 2006 - A Cineral muda de nome para IBT Eletrônica (sigla de Indústria Brasileira de Televisores S/A)[4], criando oportunidades no atendimento OEM.
- 2007 - Inicia a produção de televisores de LCD e plasma.[5][6]
- 2011 - A IBT Eletrônica encerra as atividades.

A CINERAL desde sua fundação atuou com foco no desenvolvimento de produtos com o que há de mais novo em tecnologia. Desta maneira conseguiu fornecer para seus usuários, eletroeletrônicos com recursos inovadores tornando os seus produtos sempre um diferencial de mercado. Embora todo o esforço não tenha atingido o reconhecimento necessário a continuação da marca. 
Problemas financeiros e administrativos fizeram a Cineral encerrar suas atividades em 2011.